# Minnie Devereaux
Minnie Devereaux (c. 1869–1923) fue una actriz de cine mudo estadounidense. Era miembro de las Cheyenne and Arapaho Tribes de Oklahoma. Más conocida como Minnie Provost y ocasionalmente "Indian Minnie", o "Minnie Ha-Ha", interpretó al menos 14 papeles, empezando en 1913 con Old Mammy's Secret Code y terminando con el estreno en 1923 de The Girl of the Golden West. Algunas fuentes afirman que era cheyene e hija de un jefe Plenty Horses. Sin embargo, a menudo se confunde a su padre con Plenty Horses, que era lakota y nació el mismo año que Minnie. En una entrevista de 1917 publicada en el semanario Mack Sennett Weekly Provost afirma que nació de padres cheyenes que huyeron del ejército de G. A. Custer durante la batalla de Little Bighorn, acontecimiento que tuvo lugar cuando ella tenía ocho años.

## Primeros años
Provost nació en el Territorio de Oklahoma, en un pequeño pueblo llamado Canadian, Oklahoma. Las revistas de cine afirmaban que había estudiado en la Carlisle Indian Industrial School, un internado de Pensilvania para estudiantes nativos americanos, y aparece en las listas de Carlisle como Minerva Burgess, de ascendencia cheyene y arapajó. Su padre figura como "Plenty of Horses", que no debe confundirse con Plenty Horses.

## Primeros años de carrera

### Fatty and Minnie He-Haw
La actriz actuó junto a Roscoe Arbuckle en la comedia muda de 1914 Fatty and Minnie He-Haw, dirigida por Arbuckle. En ella interpreta a una nativa americana con la que Arbuckle se casa a regañadientes tras ser rescatada por su tribu. Arbuckle persigue a una mujer blanca del pueblo, interpretada por su esposa en la vida real Minta Durfee, pero se ve obligado a retroceder cuando He-Haw descubre su deslealtad. Indignada, la tribu se prepara para quemarle por su traición, pero He-Haw le perdona la vida en un acto de amor. He-Haw persigue a su hombre, pero acaba perdiéndole cuando desaparece en las colinas seguido de unos furiosos guerreros.

### Otros trabajos
Provost trabajó con el productor y "rey de la comedia" Mack Sennett en Fatty and Minnie He-Haw, así como en la película de 1918 Mickey y en la de 1922 Suzanna, ambas dirigidas por F. Richard Jones. En 1920, Minnie trabajó con el director James Cruze en Food for Scandal, la versión cinematográfica de la obra de Paul Kester A Picture of Rare Delight. Provost era una actriz muy solicitada, que trabajaba con varias productoras de la costa este, como Kay-Bee Pictures, New York Motion Picture Company y Sennett's Keystone Studios.

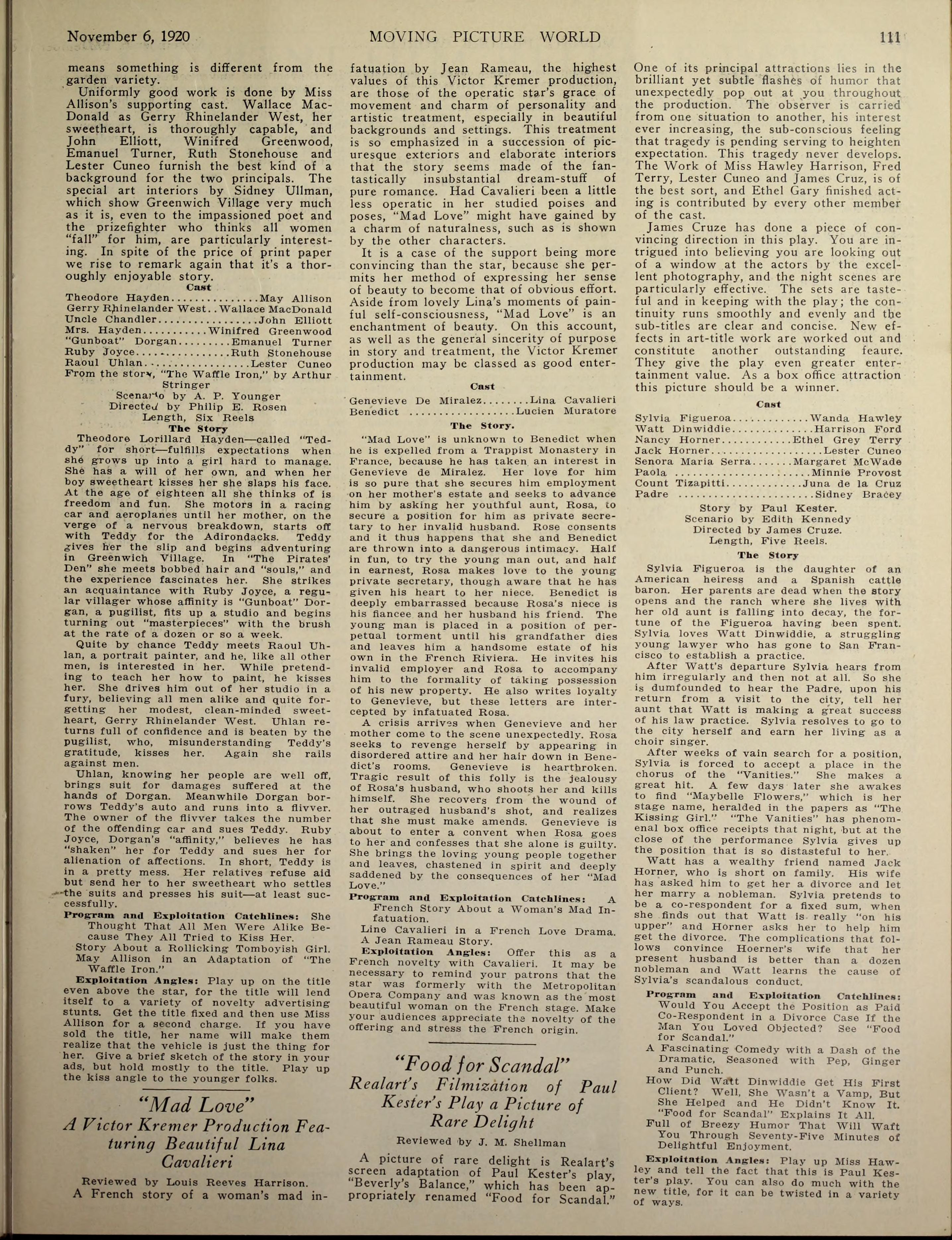
crítica de Food for Scandal (1920) en Moving Picture World

## Reputación
La actriz fue aclamada como una profesional digna, capaz de interpretar tanto la comedia como el melodrama.
Fue encasillada en papeles que sacaban partido de su corpulencia y de su herencia nativa americana. Las críticas de la época solían referirse a las mujeres indias como squaw en referencia a los títulos de sus personajes en esas películas. Peter Milne, crítico de cine y guionista, reprochó a Provost su edad y su aspecto, llamándola "anciana" en su crítica de Mickey; ella sólo tenía 49 años en el momento del estreno de la película.
En un artículo publicado en Photoplay, Provost recordaba un encuentro entre ella y una beligerante mujer blanca. En un vagón abarrotado, la mujer ocupó intencionadamente el espacio disponible para impedir que Provost se sentara cerca. Provost interrumpió al conductor del tranvía, que insistió en que la mujer moviera sus pertenencias. La mujer replicó diciendo que prefería estar de pie que sentarse junto a una mujer así.
A pesar de este malestar, muchos en el mundo del cine conocían y respetaban el ingenio, la dignidad y el talento de Provost como actriz. La revista Motion Picture Magazine relata un encuentro casual entre Provost y el actor Bertram Grassby, quien comentó lo siguiente sobre la personalidad de la actriz:

Durante la conversación, se mencionó el nombre de Minnie, una vieja india gorda que casi se ha convertido en una institución del cine, y él comentó riendo su manera de decir y hacer siempre lo inesperado.
— Beth Trepel, "A Dryadic Dramatist", Motion Picture Magazine

En el encuentro, Grassby se inclinó hacia Provost, lo que la llevó a cuestionarse el significado del acto. A menudo se burlaba de otros actores y directores durante la producción de una película.

## Filmografía
| Año  | Película                    | Papel           | Notas                                             |
| ---- | --------------------------- | --------------- | ------------------------------------------------- |
| 1913 | Old Mammy's Secret Code     |                 | Acreditada como Minnie Prevost Películaperdida    |
| 1914 | Fatty and Minnie He-Haw     | Minnie He-Haw   |                                                   |
| 1915 | The Coward                  | Mammy           |                                                   |
| 1918 | Mickey                      | Minnie          | Acreditada como Minnie Ha Ha                      |
| 1919 | A Daughter of the Wolf      | Mrs. Beavertail | Películaperdida                                   |
| 1919 | Rose of the West            | Natoosh         | Acreditada como Minna Prevost Películaperdida     |
| 1920 | Up in Mary's Attic          | Ella misma      | Acreditada como Minnie Ha Ha Películaperdida      |
| 1920 | If Only' Jim                | Squaw           | Película perdida                                  |
| 1920 | Food for Scandal            | Paola           | Acreditada como Minnie Provost Películaperdida    |
| 1921 | A Ridin' Romeo              | Squaw           | Película perdida                                  |
| 1921 | By Right of Birth           |                 | Acreditada como Minnie Prevost                    |
| 1923 | The Girl of the Golden West | The Squaw       | Película perdida                                  |
| 1923 | Suzanna                     | Ella misma      | Acreditada como Indian Minnie Película incompleta |